# NGC 980
NGC 980 je čočková galaxie v souhvězdí Andromedy. Její zdánlivá jasnost je 13,1m a úhlová velikost 1,7′ × 0,9′. Je vzdálená 262 milionů světelných let, průměr má 130 000 světelných let. Galaxie je gravitačně vázaná s galaxií NGC 982. Galaxii objevil 17. října 1786 William Herschel.